# پیچ اشتباه ۵: تبارها
پیچ اشتباه ۵: تبارها (انگلیسی: Wrong Turn 5: Bloodlines) فیلمی در ژانر ترسناک، اسلشر، و اکشن است که در سال ۲۰۱۲ منتشر شد. این فیلم دنباله‌ای بر فیلم پیچ اشتباه ۴: آغاز خونین (۲۰۱۱) است. از بازیگران آن می‌توان به رکسان مک‌کی، داگ بردلی، و فین جونز اشاره کرد.